# 青山成国
青山 成国（あおやま なりくに）は、安土桃山時代から江戸時代初期にかけての武士。

## 略歴
天正12年（1584年）、大久保長安の三男として誕生した。
奉行衆青山成重の養子となった。しかし、慶長18年（1613年）に実父・長安が生前に金山の統轄権を隠れ蓑に不正蓄財をしていたことが発覚、小田原藩初代藩主・大久保忠隣の許に預けられ、同年7月9日、切腹した。享年30。